# 圣阿布斯角
圣阿布斯角（St Abb's Head）是苏格兰伯立克郡圣阿布斯附近的一个岩石岬，也是由蘇格蘭國民信託管理的一個国家自然保护区。圣阿布斯角上有圣阿布斯角灯塔，該燈塔由大衛·史提芬遜和托马斯·史蒂文森兄弟设计并建造，于1862年2月24日投入使用。